# 賤母発電所

1919年（大正8年）から1939年（昭和14年）にかけて存在した大同電力による木曽川水力発電事業の経緯と発電所位置図

賤母発電所（しずもはつでんしょ）は、岐阜県中津川市山口にある関西電力の水力発電所である。
木曽川本流にある発電所の一つで、形式はダム水路式発電所、最大出力は1万6300キロワット。中津川市東部、2005年（平成17年）に越県合併した旧長野県山口村に位置する。1919年（大正7年）に運転を開始した。

## 発電所仕様
賤母発電所はダム水路式発電所であり、取水は山口発電所と共用の山口ダム（重力式コンクリートダム、堤高38.60メートル・頂長181.40メートル）から行う。このダムは1957年（昭和32年）湛水開始であり、1919年竣工の発電所よりも新しい。元来は水路式発電所であり、木曽川に高さ7.12メートル・幅104.91メートルの固定式取水堰を設けていた。取水量（最大使用水量）は43.97立方メートル毎秒。
ダムから発電所までの間は長さ3,128.7メートルの無圧導水路で繋がる。ダム完成前の導水路はこれよりも長く、延長4,794.29メートルであった。導水路から先は上部水槽（普通水槽）を経て4条の水圧鉄管で水を落とし、4組の水車発電機を稼働させて発電する。有効落差は1 - 3号機については46.36メートル、4号機については49.69メートルで、発電所出力は1万6,300キロワットとなっている。
水車発電機は初期設備の3組（1 - 3号機）と1922年（大正11年）増設分の1組（4号機）で規模が異なる。水車については、初期設備が横軸二輪単流渦巻フランシス水車、増設設備が立軸単輪単流渦巻フランシス水車を採用。4台とも東芝製であるが、1973年（昭和49年）3月の発電所改修にて交換されており、元はスウェーデンのボービング社 (Boving) 製および奥村電機製（増設分）であった。発電機容量は初期設備が5,250キロボルトアンペア、増設設備が3,000キロボルトアンペアであり、前者はアメリカ合衆国のゼネラル・エレクトリック (GE) 製、後者は奥村電機製。周波数は60ヘルツを採用する。
発電所建屋の広さは1,196.5平方メートル。鉄筋コンクリート構造2階建て部分と、増設時に増築された煉瓦造平屋建て部分からなる。

## 歴史

### 水利権の獲得

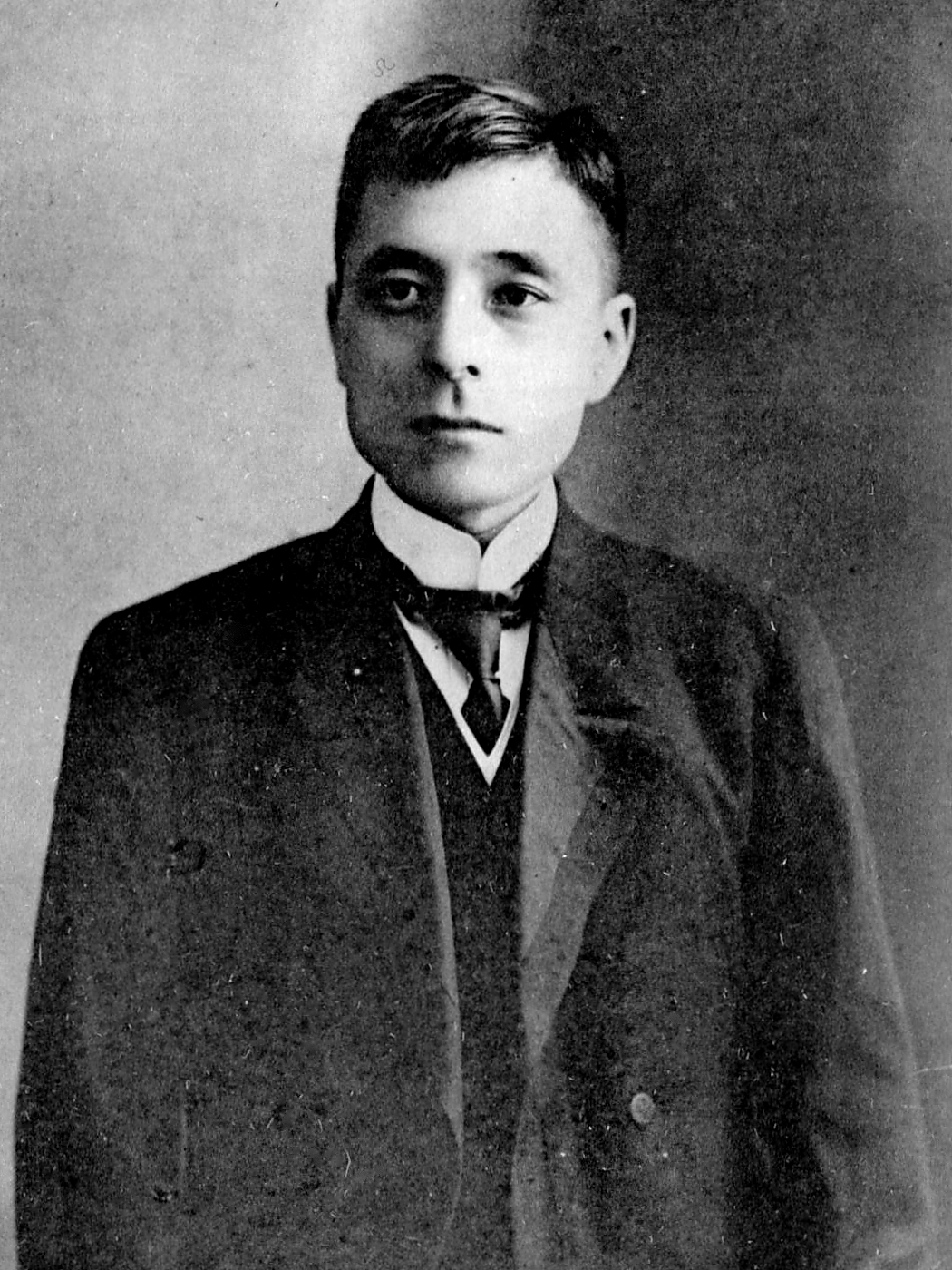
名古屋電灯・木曽電気製鉄・大同電力社長福澤桃介

賤母発電所は、明治・大正期における名古屋市の電力会社名古屋電灯によって開発が計画された。同社が現在の賤母発電所周辺に水利権を得たのは1908年（明治41年）5月にさかのぼる。この段階では水利権の獲得程度にとどまったが、名古屋電灯に後年「電力王」と呼ばれた実業家福澤桃介が乗り込むと開発計画が具体化され、同時に木曽川の流れを利用して木曽御料林からの木材輸送（「川狩り」と称する）を行っていた帝室林野管理局との交渉も進められた。
1915年（大正4年）10月、名古屋電灯は長野県に対し、使用水量を既許可の900立方尺毎秒（25.04立方メートル毎秒）から1,200立方尺毎秒（33.39立方メートル毎秒）へと増加する申請を行う。さらに翌1916年（大正5年）6月には、読書村（現・南木曽町読書）から田立村（現・南木曽町田立）にかけての引用区間を、「読書」と「賤母」の2地点へと分割・変更するという計画見直しも申請した。このうち「賤母」地点については、1917年（大正6年）3月水利権が名古屋電灯に許可された。なお許可使用水量は1,300立方尺毎秒（36.17立方メートル毎秒）であった。
水利権許可までの間に、帝室林野管理局との間の木材輸送問題についても代替の森林鉄道を会社側の負担で建設する、という条件で解決された。この木材輸送問題につき、長野県より許可された水利権には、中央本線の三留野駅（現・南木曽駅）や坂下駅に連絡する森林鉄道の敷設命令が付されている。

### 発電所建設
水利権許可後、名古屋電灯から開発部門が木曽電気製鉄（後の木曽電気興業）として独立したため、同社において1918年（大正7年）9月に賤母発電所工事実施認可を受けた。翌1919年（大正8年）6月にまず水路工事が完成し、次いで発電所工事もほぼ完成したため通水試験と完成検査を経て7月11日より発電機1台分・出力4,200キロワットにて発電を開始した。さらに残工事の水圧鉄管2条が完成したことで、水車発電機3台すべてが竣工し、11月1日より出力1万2,600キロワットでの運転が始まった。なお、完成後の1921年（大正10年）2月、事業者の木曽電気興業は合併によって大同電力となっている。
建設工事には近くを通る鉄道（中央本線）が活用され、資材輸送は円滑であった。この鉄道を補助する施設として、森林鉄道三留野線と工事区域を繋ぐ軽便鉄道、坂下駅の仮設貨物ホーム、木曽川をつり橋（対鶴橋）で渡り駅と発電所を直結する運搬道路、国道とを繋ぐ重量物運搬用インクラインなどが会社により建設されている。
当初の使用水量は約33立方メートル毎秒であったが、これは発電所付近における平水量55立方メートル毎秒、低水量39立方メートル毎秒よりも少なく、渇水量に近いものであった。使用水量が少ないのは、渇水量に近い量を採用して発電力の季節変動を避けるように設計する、というのが当時の水力発電所の常識であったことによる。1921年8月、大同電力は使用水量を増加して1,500立方尺毎秒（41.74立方メートル毎秒）とする許可を得て、1922年（大正11年）3月に増加分に対する水車発電機1台を増設した。これにより発電所出力は1万4,700キロワットとなった。
1934年（昭和9年）4月には、さらに使用水量を増加し、1,580立方尺毎秒（43.97立方メートル毎秒）とする許可を得た。設備に余力があることからの水量増加であり、翌1935年（昭和10年）5月に発電所出力が1万6,300キロワットへと引き上げられている。
発電所の周波数設定は60ヘルツであるが、関東地方向けの電源に故障・異常渇水などが発生した際に賤母発電所を関東送電用に投入できるよう設備を50ヘルツ・60ヘルツ両用に改修する周波数変更工事が1937年（昭和12年）11月に完成した。周波数変更は調速機の部品を一部取り替えるだけで可能となったが、水車能力低下や発電機電圧低下などのため50ヘルツ運転時の発電所出力は2950キロワット減の最大1万3350キロワットに制限される。

### 所有者の変遷
1939年（昭和14年）4月1日、電力国家管理の担い手として国策電力会社日本発送電が設立された。同社設立に関係して、大同電力は「電力管理に伴う社債処理に関する法律」第4条・第5条の適用による日本発送電への社債元利支払い義務継承ならびに社債担保電力設備（工場財団所属電力設備）の強制買収を前年12月に政府より通知される。買収対象には賤母発電所を含む14か所の水力発電所が含まれており、これらは日本発送電設立の同日に同社へと継承された。
太平洋戦争後、1951年（昭和26年）5月1日実施の電気事業再編成では、賤母発電所はほかの木曽川の発電所とともに供給区域外ながら関西電力へと継承された。日本発送電設備の帰属先を発生電力の主消費地によって決定するという「潮流主義」の原則に基づき、木曽川筋の発電所が関西電力所管となったことによる。

### ダム建設

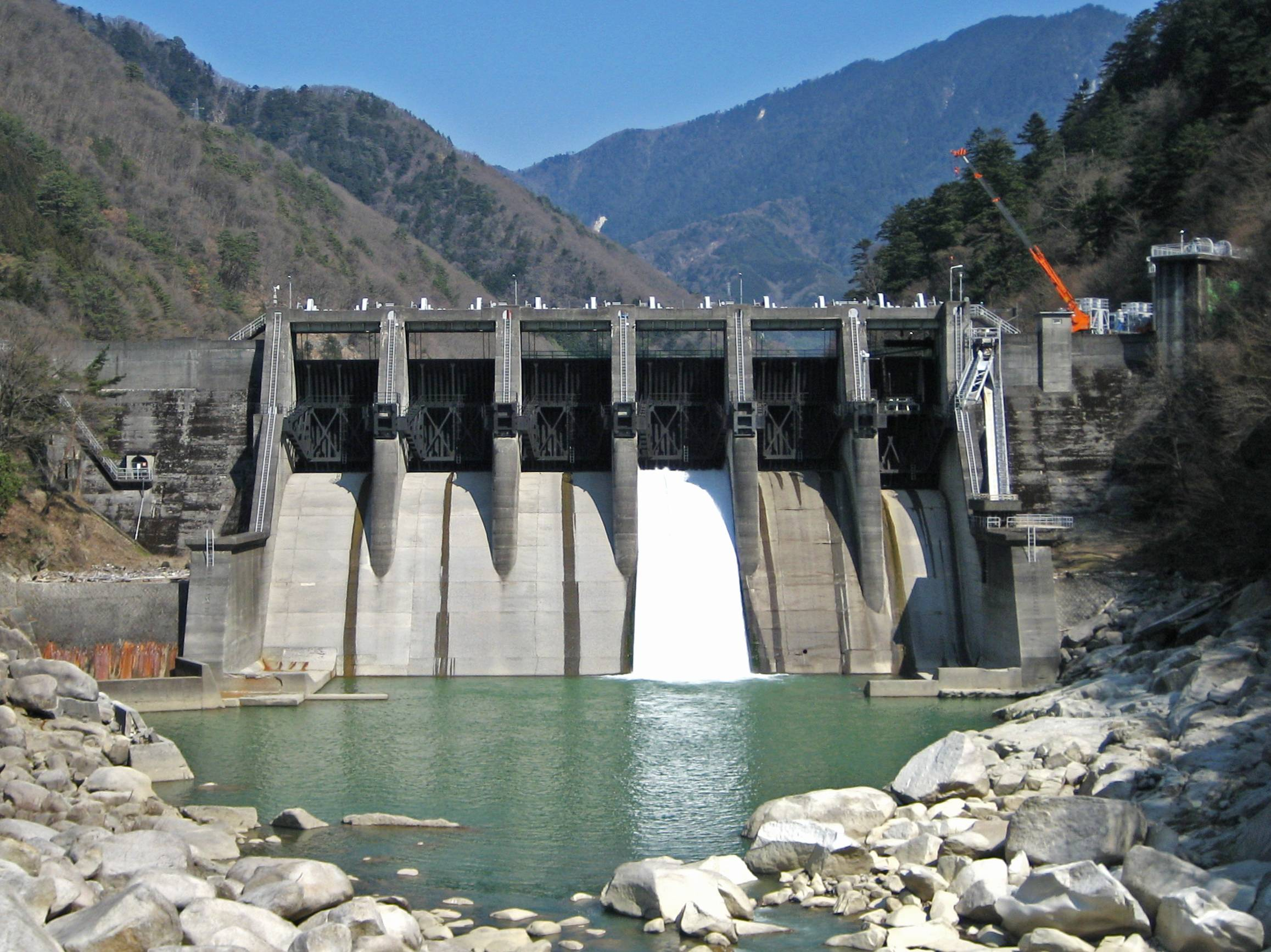
山口ダム

大同電力の未開発水力地点の一つに「坂下」地点があった。1920年に水路式発電所の計画で水利権を得た「落合」地点をダム式発電所に変更した際に上流側に残った地点にあたる。水利権は日本発送電を経て関西電力へ引き継がれ、1951年から建設準備が始まった。この坂下発電所（完成時に山口発電所へ改称）は取水口を南木曽町吾妻に設置し、ダム（山口ダム）によって総貯水量348万4000立方メートルの調整池を築いて最大4万2000キロワットを発電するというものである。ダム建設に際し、当時取水口に土砂が堆積して渇水期には十分な取水ができない状態となっていた賤母発電所についても改造し、このダムから取水するよう変更されることとなった。山口ダムは1957年（昭和32年）11月末に完成し湛水を始めた。
2019年（令和元年）5月30日、発電所にて関係者ら50人が出席して運転開始100周年記念行事が開催された。

## 賤母発電所紀功碑
発電所構内には「賤母発電所紀功碑」が建つ。碑の上部には「恩河深而無底」（河の恩 深くして底なし）の扁額が掲げられ、その下には杉山栄（土木工事担任者）の選、岩崎紀博（福澤桃介実弟）の書による発電所工事の概説が碑文として掲げられている。これとは別に、上部水槽にも西園寺公望の揮毫による「利穿金石功済天下」（利は金石を穿ち功は天下を済す）の扁額が掲げられている。西園寺の書は福澤が揮毫を依頼したもので、『淮南子』からの引用である。

## 発電所に関する文献
- 『賤母水力』 - 発行年不明だが「木曽電気興業」時代に発行。主として発電所工事中・工事後の写真を掲載する。